# نيوس (شركة طيران)
نيوس هي شركة طيران إيطالية يقع مقرها الرئيسي في سوما لومباردو ولديها أكثر من 73 خط محلي وأوروبي ودولي. تعمل شركة الطيران من مركزها الرئيسي في مطار ميلانو مالبينسا.

## الوجهات
تدير نيوس رحلات إلى وجهات في جنوب أوروبا وأفريقيا وآسيا ومنطقة البحر الكاريبي والبرازيل والولايات المتحدة الأمريكية والمكسيك وكازاخستان.

### اتفاقية الرمز المشترك
لدى نيوس اتفاقية الرمز المشترك مع الشركات التالية:
- Albawings[6]
- إيزي جيت[7]
- إيتا[8]

## الأسطول

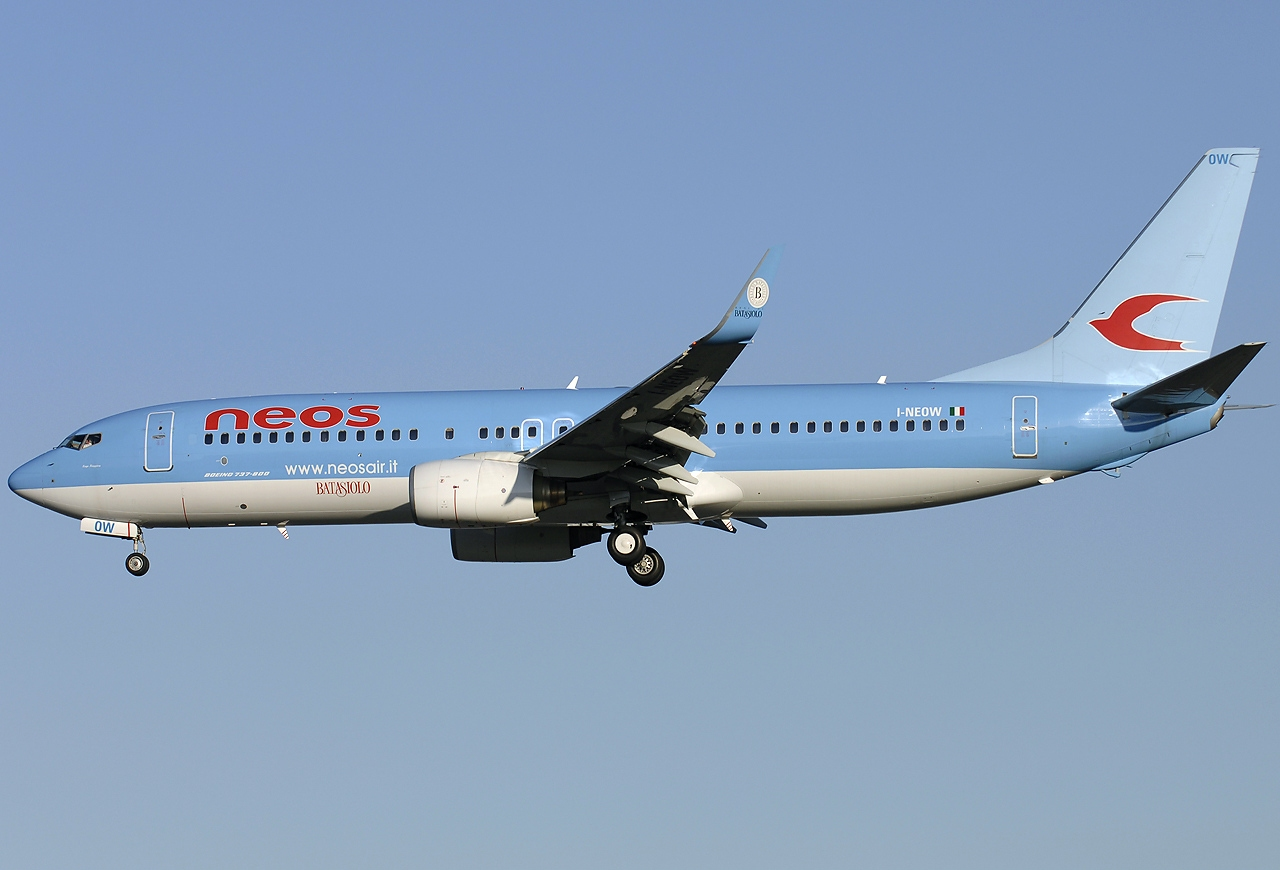
طائرة بوينغ 737 الجيل القادم تابعة للشركة

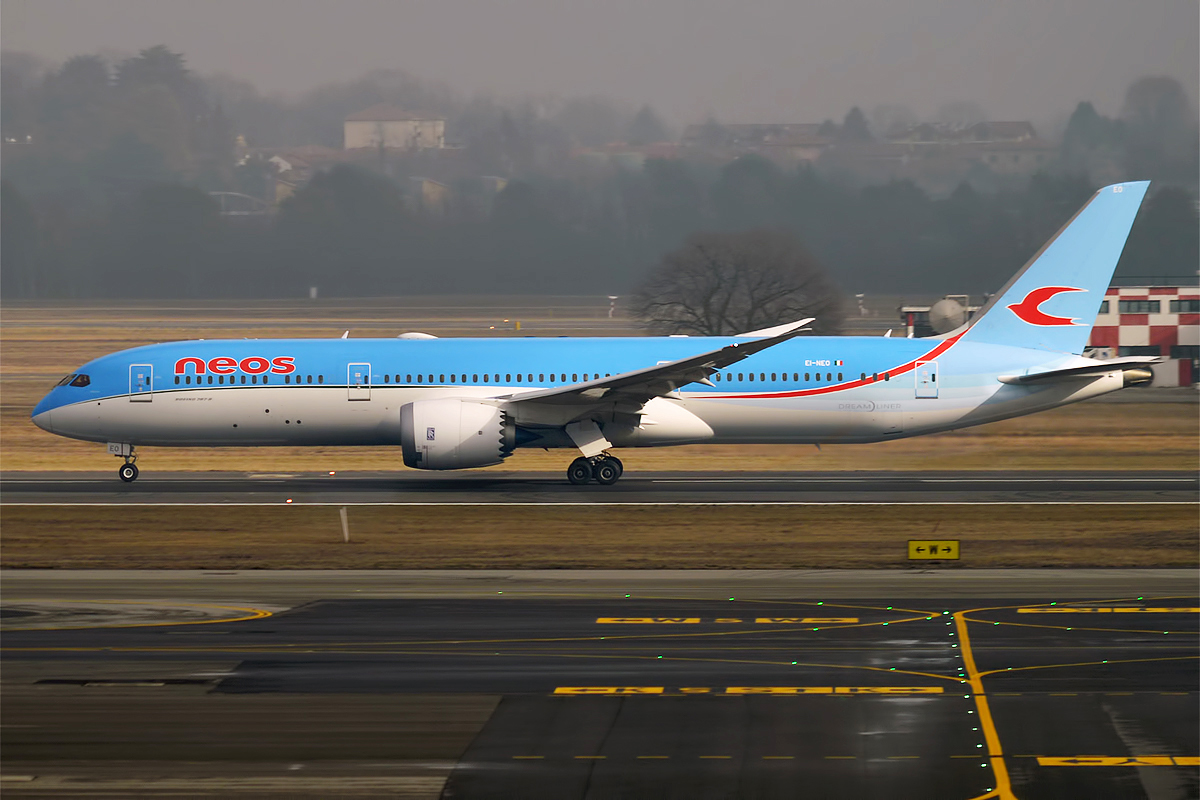
طائرة بوينغ 787-9

### الأسطول الحالي
اعتبارًا من مايو 2021، يتكون أسطول نيوس من طائرات بوينج التالية:
| الطائرة                | في الخدمة | مطلوبة | الركاب       | الركاب   | الركاب  | ملاحظات                             |
| الطائرة                | في الخدمة | مطلوبة | رجال الأعمال | السياحية | المجموع | ملاحظات                             |
| ---------------------- | --------- | ------ | ------------ | -------- | ------- | ----------------------------------- |
| بوينغ 737 الجيل القادم | 4         | 1      | —            | 186      | 186     |                                     |
| بوينغ 737 ماكس         | 4         | —      | —            | 186      | 186     |                                     |
| بوينغ 787              | 6         | —      | 28           | 331      | 359     | حصل على طائرتين Norwegian Long Haul |
| المجموع                | 14        | 1      |              |          |         |                                     |

### الأسطول التاريخي
| الطائرة       | المجموع | أدخلت | سحبت | ملاحظات | مراجع        |
| ------------- | ------- | ----- | ---- | ------- | ------------ |
| بوينغ 737-800 | 5       | 2004  | 2022 |         | [ 11 ]       |
| بوينغ 767     | 3       | 2005  | 2020 |         | [ 9 ] [ 10 ] |